# Jens Dendoncker
Jens Dendoncker (Kortrijk, 26 juli 1990) is een Vlaams presentator en komiek.

## Biografie
Dendoncker werd bekend in 2015, toen hij de Lunatic Comedy Award en de Culture Comedy Award won. In 2016 wist hij ook Humo’s Comedy Cup te winnen.
In 2017 stelde hij zijn eerste avondvullende zaalshow voor, getiteld Bang van Dendoncker. Datzelfde jaar stond hij centraal in het VTM-programma Hoe zal ik het zeggen? en nam hij deel aan de televisiequiz De Slimste Mens ter Wereld. Vanaf 2018 is hij afwisselend met Sven De Ridder teamcaptain in Beste Kijkers. In 2018 was hij jurylid in De Slimste Mens ter Wereld.
In 2019 speelde hij een rol als barman in Studio Tarara. In datzelfde jaar zat hij ook in de jury van Belgium's Got Talent tijdens de audities. Hij verving hier tijdelijk Niels Destadsbader, die op dat moment herstelde van een rugblessure.

## Filmografie
- Advocaat van de Duivel (2016) - als advocaat
- Hoe zal ik het zeggen? (2017-2021) - als presentator
- De Slimste mens ter Wereld (2017) - als deelnemer
- Ge hadt erbij moeten zijn (2017, 2020)
- De Slimste Mens ter Wereld (2018) - als jurylid
- Beste Kijkers (2018, 2020, 2022) - als gast / teamcaptain
- Studio Tarara (2019) - als acteur (barman)
- Is er een dokter in de zaal? (2019) - als gast
- Belgium's got Talent (2019) - als vervangend jurylid
- De Code van Coppens (2019-2020, 2022, 2024) - als deelnemer samen met Lauren Versnick (2019-2020), Karen Damen (2020), Jeroen Verdick (2022) en Emilie Vansteenkiste (2024)
- The Masked Singer (2020, 2022, 2023-heden) - als speurder (2020, 2022) en als presentator (2023-heden)
- Da's liefde (2021) - als presentator
- Wie zoekt die Wint (2022) - als presentator
- Even goeie vrienden (2022) - als presentator met Julie Van den Steen
- The Big Bang (2023) - als deelnemer samen met Henk Rijckaert